# یواس‌اس چیپولو (ای‌او-۶۳)
یواس‌اس چیپولو (ای‌او-۶۳) (به انگلیسی: USS Chipola (AO-63)) یک کشتی بود که طول آن ۵۵۳ فوت (۱۶۹ متر) بود. این کشتی در سال ۱۹۴۴ ساخته شد.